# Вијетмин
Вијетмин (скраћено од Việt Nam Ðộc Lập Ðồng Minh Hội, у преводу „Лига за независност Вијетнама“) је била национална ослободилачка коалиција формирана у Пак Боу 19. маја 1941. Вијетмин је првобитно основан да би тежио независности Вијетнама од Француске колонијалне империје. Када је Јапан окупирао Вијетнам, Вијетмин се супротставио Јапану уз подршку Сједињених Држава и Републике Кине. Након Другог светског рата, Вијетмин се супротставио поновној окупацији Вијетнама од стране Француске а после и Сједињеним Државама током рата у Вијетнаму.

## Други светски рат
Током Другог светског рата, Јапан је окупирао Француску Индокину. Осим што се борио против Француза, Вијетмин је започео борбу против Јапанаца. Због борбе против Јапанаца, Вијетмин је добио помоћ од Совјетског Савеза и Републике Кине. Након што се Јапан предао, националистичке организације су прогласиле независност Вијетнама а Хо је прогласио Демократску Републику Вијетнам 2. септембра 1945.

## Први рат у Индокини
Међутим након пар дана, кинеска Куоминтанг (националистичка) армија је дошла у Вијетнам како би надгледала репатријацију Јапанске царске војске. Демократска Република Вијетнам је тако постојала само у теорији и ефективно није контролисала никакву територију. Неколико месеци касније, Кинези, Вијетнамци и Французи су дошли до трилатералног споразума. Французи су се одрекли одређених интереса у Кини, Вијетмин је пристао на повратак Француза у замену за обећања о независности унутар Француске Уније, а Кинези су пристали да се повуку. Преговори између Француза и Вијетмина су убрзо пропали. Уследило је готово десет година рата против Француске. Овај рат је познат као Први рат у Индокини, док га Вијетнамци називају „Француским ратом“.
Француски генерал Жан Етјен Вали је брзо избацио Вијетмин из Ханоја. Његова француска пешадија са оклопним јединицама је прошла кроз Ханој, водећи мање битке против изолованих Вијетмин група. Французи су окружили базу Вијетмина, Вијет Бак 1947. године, али нису успели да поразе снаге Вијетмина, и морали су убрзо да се повуку. Овај поход се данас сматра победом Вијетмина против добро опремљених француских снага.
Вијетмин је наставио борбу против Француза до 1949, када је граница Кине и Вијетнама повезана као резултат Граничног похода. Новоформирана Народна Република Кина је омогућила Вијетмину приступ сигурним базама и тешко наоружање за борбу против Француза. Помоћу додатног наоружања, Вијетмин је био у стању да преузме контролу над многим руралним крајевима земље. Убрзо потом је започело напредовање према областима које су окупирали Французи.

## Северни Вијетнам и крај Вијетмина
Након пораза код Дијен Бијен Фуа, Французи су започели преговоре о напуштању Вијетнама. Као резултат мировног споразума састављеног на Женевској конференцији, Вијетнам је подељен на Северни Вијетнам и Јужни Вијетнам дуж 17. паралеле. Ово је представљало привремену меру до избора 1956. након којих би дошло до уједињења. Пренос управе над Северним Вијетнамом Вијетмину је спроведен 11. октобра 1954. Хо Ши Мин је постављен за премијера Северног Вијетнама, који је замишљен као социјалистичка држава. Нго Дин Зјем, којиViệt Nam Ðộc Lập Ðồng Minh Hội је претходно постављен за премијера Јужног Вијетнама од стране цара Бао Ђаија је на крају преузео контролу над Јужним Вијетнамом. Речима председника Сједињених Држава, Двајта Ајзенхауера:
Општи став је био да да су избори одржани, Хо Ши Мин би био изабран за премијера. На несрећу, ситуација је била погоршана готово потпуним недостатком вођства од стране вијетнамског шефа државе, Бао Ђаија, који је, иако номинално шеф те државе, више волео да проводи већи део свог времена у европским бањама него у својој земљи водећи своје армије против комунистичких.
Јужни Вијетнам и његов главни покровитељ, Сједињене Државе, нису били потписници споразума из 1954, али су пристали да поштују његове одредбе. Међутим, Јужни Вијетнам, уз подршку Сједињених Држава је одбио да одржи ујединитељске изборе, тврдећи да се Хо Ши Мину не може веровати због његове везе са комунизмом. Ово је Вијетмину дало повод да уједини земљу силом. Међутим, Вијетмин није био у позицији да ово уради, услед спровођења партијске чистке „нелојалних“ комуниста, као и дисруптивни програм земљишних реформи током две године од Женевског споразума. Лоше обучени кадрови су послати у села где су оптужили хиљаде лојалних чланова партије да су контрареволуционари. Вијетмин је услед овога толико изгубио популарност као партија и револуционарни покрет да није био у прилици да води ефикасну владу на Северу нити герилски поход на Југу. Изгубивши репутацију, Вијетмин је постепено бледео као револуционарни покрет и партија. Године 1960. заменио га је Национални ослободилачки фронт, познатији као Вијетконг, успостављен од стране јужновијетнамских комуниста у циљу вођења герилског рата.

## Напомена
не треба мешати са Việt Nam Cách Mạng Ðồng Minh Hội (Лига за Вијетнамску револуцију, скраћено Вијет кач) коју су основали Нгујен Хаи Тан и Хо Нгок Лам, и која се 1946. придружила Вијетнамској националној коалицији.